# Ліївакупалу
Ліївакупалу (ест. Liivakupalu) — село в Естонії, входить до складу волості Риуге, повіту Вирумаа.